# Juventus Football Club 1985-1986
Questa voce raccoglie le informazioni riguardanti la Juventus Football Club nelle competizioni ufficiali della stagione 1985-1986.

## Stagione

Il neoacquisto Michael Laudrup, tra i protagonisti del successo in Coppa Intercontinentale: il trionfo di Tokyo fece della Juventus il primo club a vincere tutte le competizioni confederali.

Pur senza più l'apporto di Boniek, Paolo Rossi e Tardelli, ceduti nel calciomercato estivo a Roma, Milan e Inter rispettivamente, la Juventus, alla cui rosa si erano nel frattempo aggiunti Michael Laudrup, Lionello Manfredonia, Massimo Mauro e Aldo Serena, vinse il suo 22º Scudetto nel campionato 1985-1986. L'iniziale striscia di 8 vittorie consecutive portò 16 punti, poi divenuti 26 (su 30 disponibili) al termine del girone di andata: entrambi i numeri costituirono un primato. Dopo l'aggancio, il 13 aprile 1986, da parte della Roma, furono decisivi gli ultimi 180': approfittando dei rovesci capitolini contro Lecce e Como, i bianconeri sconfissero il Milan e gli stessi salentini, chiudendo con un vantaggio di 4 lunghezze sulla Roma.
In precedenza l'8 dicembre 1985, a Tokyo, i piemontesi si erano già aggiudicati la Coppa Intercontinentale battendo ai tiri di rigore – dopo il 2-2 dei tempi supplementari, con gol bianconeri di Platini, dal dischetto, e Laudrup – i campioni sudamericani dell'Argentinos Juniors, in quella che sarà considerata la miglior edizione nella storia del torneo per livello tecnico e agonistico oltre che, in generale, uno dei migliori incontri mai disputati nella storia dello sport; la Juventus divenne così il primo e unico club al mondo a vincere tutte le competizioni ufficiali della confederazione di appartenenza, un record ulteriormente migliorato quattordici anni dopo.
(Considerazioni dopo la vittoria della Coppa Intercontinentale a Tokyo l'8 dicembre 1985, pubblicate nel 1998.)

I tifosi gremiscono piazza San Carlo per la vittoria del 22º Scudetto, a posteriori il tramonto del primo ciclo di Giovanni Trapattoni sotto la Mole.

Nell'occasione Antonio Cabrini e Gaetano Scirea, dopo essere diventati i primi giocatori nella storia del calcio a vincere tutte e tre le principali competizioni UEFA per club, divennero anche i primi al mondo ad aver conquistato sia tutte e cinque le competizioni confederali sia la Coppa del Mondo FIFA; inoltre Giovanni Trapattoni divenne il primo e unico a livello continentale ad aver trionfato in tutte le competizioni a livello di club in cui prese parte, tutte con la stessa squadra.
In Coppa dei Campioni, torneo al quale prese parte in veste di campione uscente, la Juventus raggiunse i quarti di finale: fu eliminata dai futuri finalisti del Barcellona, proprio mentre iniziarono a circolare voci sul possibile addio del Trap dopo un decennio a Torino. La partenza del tecnico, vincitore di 8 trofei nazionali (6 Scudetti e 2 Coppe Italia) oltre che di ogni coppa internazionale, si concretizzò infatti a maggio con l'Inter come destinazione.
La società torinese non partecipò alla programmata edizione del 1985 della Supercoppa UEFA, in cui avrebbe dovuto affrontare l'Everton vincitore della Coppa delle Coppe 1984-1985, a causa della sospensione dei club inglesi dalle competizioni europee in conseguenza della strage dell'Heysel.

## Divise e sponsor
Il fornitore tecnico per la stagione 1985-1986 fu Kappa, mentre lo sponsor ufficiale fu Ariston.
| Casa | Trasferta | 1ª portiere | 2ª portiere | 3ª portiere | 4ª portiere |

## Organigramma societario
Area direttiva
- Presidente: Giampiero Boniperti
- General Manager: Pietro Giuliano
- Segretario: Sergio Secco

Area tecnica
- Direttore sportivo: Francesco Morini
- Allenatore: Giovanni Trapattoni

## Rosa
| N. |                   | Ruolo | Calciatore                |
| -- | ----------------- | ----- | ------------------------- |
|    | Italia (bandiera) | P     | Luciano Bodini            |
|    | Italia (bandiera) | P     | Stefano Tacconi           |
|    | Italia (bandiera) | P     | Luca Graziani             |
|    | Italia (bandiera) | D     | Sergio Brio               |
|    | Italia (bandiera) | D     | Antonio Cabrini           |
|    | Italia (bandiera) | D     | Nicola Caricola (II)      |
|    | Italia (bandiera) | D     | Luciano Favero            |
|    | Italia (bandiera) | D     | Stefano Pioli             |
|    | Italia (bandiera) | D     | Gaetano Scirea (capitano) |
|    | Italia (bandiera) | C     | Ivano Bonetti             |

| N. |                       | Ruolo | Calciatore           |
| -- | --------------------- | ----- | -------------------- |
|    | San Marino (bandiera) | C     | Massimo Bonini       |
|    | Italia (bandiera)     | C     | Renato Buso          |
|    | Danimarca (bandiera)  | C     | Michael Laudrup      |
|    | Italia (bandiera)     | C     | Lionello Manfredonia |
|    | Italia (bandiera)     | C     | Massimo Mauro (II)   |
|    | Italia (bandiera)     | C     | Gabriele Pin         |
|    | Francia (bandiera)    | C     | Michel Platini       |
|    | Italia (bandiera)     | A     | Massimo Briaschi (I) |
|    | Italia (bandiera)     | A     | Marco Pacione        |
|    | Italia (bandiera)     | A     | Aldo Serena          |

## Risultati

### Serie A

#### Girone di andata
| Arbitro: | Coppetelli (Tivoli) |

|            |           |  |
| Serena 52’ | Marcatori |  |

| Arbitro: | Agnolin (Bassano del Grappa) |

|  |           |          |
|  | Marcatori | 50’ Brio |

| Arbitro: | Pezzella (Frattamaggiore) |

|                             |           |           |
| Serena 25’, 83’ Laudrup 66’ | Marcatori | 69’ Kieft |

| Arbitro: | Lanese (Messina) |

|  |           |             |
|  | Marcatori | 18’ Laudrup |

| Arbitro: | Bianciardi (Siena) |

|                       |           |  |
| Serena 4’ Laudrup 69’ | Marcatori |  |

| Arbitro: | Agnolin (Bassano del Grappa) |

|                   |           |                       |
| Scirea 39’ (aut.) | Marcatori | 4’ Serena 28’ Platini |

| Arbitro: | Longhi (Roma) |

|                                           |           |  |
| Platini 40’, 63’, 83’ Gridelli 55’ (aut.) | Marcatori |  |

| Arbitro: | Casarin (Milano) |

|                    |           |                       |
| Cabrini 82’ (aut.) | Marcatori | 20’ Serena 50’ Favero |

| Arbitro: | Redini (Pisa) |

|              |           |  |
| Maradona 72’ | Marcatori |  |

| Arbitro: | Lo Bello (Siracusa) |

|                                  |           |                   |
| Mauro 10’ Laudrup 58’ Serena 70’ | Marcatori | 37’ (rig.) Pruzzo |

| Arbitro: | D'Elia (Salerno) |

|            |           |             |
| Bergomi 1’ | Marcatori | 52’ Platini |

| Arbitro: | Lombardo (Marsala) |

|          |           |  |
| Brio 12’ | Marcatori |  |

| Arbitro: | Casarin (Milano) |

|             |           |  |
| Platini 39’ | Marcatori |  |

| Milano 15 dicembre 1985, ore 14:30 CET 14ª giornata | Milan             | 0 – 0 referto | Juventus | Stadio Giuseppe Meazza\| Arbitro: \| Mattei (Macerata) \| |
| Arbitro:                                            | Mattei (Macerata) |               |          |                                                           |

| Arbitro: | Coppetelli (Tivoli) |

|                                  |           |  |
| Serena 22’, 43’ Platini 51’, 57’ | Marcatori |  |

#### Girone di ritorno
| Avellino 5 gennaio 1986, ore 14:30 CET 16ª giornata | Avellino       | 0 – 0 referto | Juventus | Stadio Partenio\| Arbitro: \| Pieri (Genova) \| |
| Arbitro:                                            | Pieri (Genova) |               |          |                                                 |

| Torino 12 gennaio 1986, ore 14:30 CET 17ª giornata | Juventus          | 0 – 0 referto | Como | Stadio Comunale\| Arbitro: \| Mattei (Macerata) \| |
| Arbitro:                                           | Mattei (Macerata) |               |      |                                                    |

| Arbitro: | D'Elia (Salerno) |

|                  |           |                    |
| Kieft 24’ (rig.) | Marcatori | 48’ (rig.) Platini |

| Arbitro: | Pieri (Genova) |

|                                    |           |  |
| Platini 49’ Serena 69’ Laudrup 71’ | Marcatori |  |

| Bergamo 9 febbraio 1986, ore 15:00 CET 20ª giornata | Atalanta         | 0 – 0 referto | Juventus | Stadio Comunale\| Arbitro: \| Lanese (Messina) \| |
| Arbitro:                                            | Lanese (Messina) |               |          |                                                   |

| Arbitro: | Casarin (Milano) |

|             |           |                |
| Laudrup 25’ | Marcatori | 87’ Zaccarelli |

| Arbitro: | Pieri (Genova) |

|  |           |                                  |
|  | Marcatori | 28’ Cabrini 65’ Pin 72’ Briaschi |

| Arbitro: | Lanese (Messina) |

|                         |           |           |
| Briaschi 9’ Platini 66’ | Marcatori | 56’ Miano |

| Arbitro: | Lo Bello (Siracusa) |

|          |           |                   |
| Brio 49’ | Marcatori | 34’ (aut.) Favero |

| Arbitro: | Agnolin (Bassano del Grappa) |

|                                   |           |  |
| Graziani 3’ Pruzzo 28’ Cerezo 83’ | Marcatori |  |

| Arbitro: | D'Elia (Salerno) |

|                               |           |  |
| Platini 41’ (rig.) Bonini 85’ | Marcatori |  |

| Arbitro: | Casarin (Milano) |

|                          |           |  |
| Passarella 57’ Berti 90’ | Marcatori |  |

| Genova 13 aprile 1986, ore 15:30 CEST 28ª giornata | Sampdoria        | 0 – 0 referto | Juventus | Stadio Luigi Ferraris\| Arbitro: \| Lanese (Messina) \| |
| Arbitro:                                           | Lanese (Messina) |               |          |                                                         |

| Arbitro: | Pieri (Genova) |

|             |           |  |
| Laudrup 62’ | Marcatori |  |

| Arbitro: | Agnolin (Bassano del Grappa) |

|                             |           |                                  |
| Miceli 73’ A. Di Chiara 86’ | Marcatori | 69’ Mauro 79’ Cabrini 85’ Serena |

### Coppa Italia

#### Fase a gironi
| Perugia 21 agosto 1985, ore 20:45 CEST 1ª giornata | Perugia          | 0 – 0 referto | Juventus | Stadio Renato Curi\| Arbitro: \| Paparesta (Bari) \| |
| Arbitro:                                           | Paparesta (Bari) |               |          |                                                      |

| Arbitro: | Coppetelli (Tivoli) |

|                                                    |           |                           |
| Laudrup 13’ Serena 33’, 34’, 47’ Mauro 59’ Pin 79’ | Marcatori | 72’ Ianniello 81’ Bonaldi |

| Arbitro: | Boschi (Parma) |

|                 |           |               |
| Manfredonia 46’ | Marcatori | 33’ Antonelli |

| Arbitro: | Pieri (Genova) |

|                     |           |                                           |
| De Vitis 19’ (rig.) | Marcatori | 22’ Laudrup 26’ (rig.) Platini 53’ Serena |

| Arbitro: | Magni (Bergamo) |

|                       |           |  |
| Passarella 75’ (rig.) | Marcatori |  |

#### Fase finale
| Arbitro: | Pezzella (Frattamaggiore) |

|                  |           |  |
| Corneliusson 17’ | Marcatori |  |

| Arbitro: | Lombardo (Marsala) |

|            |           |                 |
| Bonini 42’ | Marcatori | 46’ (aut.) Brio |

### Coppa dei Campioni
| Arbitro: | Mercier |

|  |           |                                                           |
|  | Marcatori | 21’ Laudrup 34’ Cabrini 41’ (aut.) Ontano 80’, 83’ Serena |

| Arbitro: | Pérez |

|                                            |           |             |
| Platini 21’ Pin 49’ Serena 51’, 63’ (rig.) | Marcatori | 67’ Guillot |

| Verona 23 ottobre 1985, ore 20:30 CET Secondo turno - Andata | Verona    | 0 – 0 referto | Juventus | Stadio Marcantonio Bentegodi (ca 42 000 spett.)\| Arbitro: \| Valentine \| |
| Arbitro:                                                     | Valentine |               |          |                                                                            |

| Arbitro: | Wurtz |

|                               |           |  |
| Platini 19’ (rig.) Serena 50’ | Marcatori |  |

| Arbitro: | Fredriksson |

|                   |           |  |
| Julio Alberto 82’ | Marcatori |  |

| Arbitro: | Keizer |

|             |           |               |
| Platini 44’ | Marcatori | 30’ Archibald |

### Coppa Intercontinentale
| Arbitro: | Roth |

|                             |                      |                                     |
| Ereros 55’ Castro 75’       | Marcatori            | 63’ (rig.) Platini 82’ Laudrup      |
| Olguín Batista López Pavoni | Tiri di rigore 2 – 4 | Brio Cabrini Serena Laudrup Platini |

### Torneo Estivo

#### Prima fase a giorni
| Bergamo 4 maggio 1986 1ª giornata | Atalanta | 2 – 1 | Juventus | Stadio Comunale |

| Pisa 10 maggio 1986 2ª giornata | Pisa | 0 – 0 | Juventus | Stadio Arena Garibaldi |

| Torino 4 giugno 1986 3ª giornata | Juventus | 3 – 1 | Verona | Stadio Comunale |

#### Seconda fase a giorni
| Torino 11 giugno 1986 1ª giornata | Juventus | 1 – 3 | Avellino | Stadio Comunale |

| Udine 14 giugno 1986 2ª giornata | Udinese | 1 – 0 | Juventus | Stadio Friuli |

## Statistiche

### Statistiche di squadra
| Competizione            | Punti | In casa | In casa | In casa | In casa | In casa | In casa | In trasferta | In trasferta | In trasferta | In trasferta | In trasferta | In trasferta | Totale | Totale | Totale | Totale | Totale | Totale | DR  |
| Competizione            | Punti | G       | V       | N       | P       | Gf      | Gs      | G            | V            | N            | P            | Gf           | Gs           | G      | V      | N      | P      | Gf     | Gs     | DR  |
| ----------------------- | ----- | ------- | ------- | ------- | ------- | ------- | ------- | ------------ | ------------ | ------------ | ------------ | ------------ | ------------ | ------ | ------ | ------ | ------ | ------ | ------ | --- |
| Serie A                 | 45    | 15      | 12      | 3       | 0       | 29      | 5       | 15           | 6            | 6            | 3            | 14           | 12           | 30     | 18     | 9      | 3      | 43     | 17     | +26 |
| Coppa Italia            | -     | 3       | 1       | 2       | 0       | 8       | 4       | 4            | 1            | 1            | 2            | 3            | 3            | 7      | 2      | 3      | 2      | 11     | 7      | +4  |
| Coppa dei Campioni      | -     | 3       | 2       | 1       | 0       | 7       | 2       | 3            | 1            | 1            | 1            | 5            | 1            | 6      | 3      | 2      | 1      | 12     | 3      | +9  |
| Coppa Intercontinentale | -     | -       | -       | -       | -       | -       | -       | 1            | 0            | 1            | 0            | 2            | 2            | 1      | 0      | 1      | 0      | 2      | 2      | 0   |
| Totale                  | -     | 21      | 15      | 6       | 0       | 44      | 11      | 23           | 8            | 9            | 6            | 24           | 18           | 44     | 23     | 15     | 6      | 68     | 29     | +39 |

### Andamento in campionato
| Giornata  | 1 | 2 | 3 | 4 | 5 | 6 | 7 | 8 | 9 | 10 | 11 | 12 | 13 | 14 | 15 | 16 | 17 | 18 | 19 | 20 | 21 | 22 | 23 | 24 | 25 | 26 | 27 | 28 | 29 | 30 |
| --------- | - | - | - | - | - | - | - | - | - | -- | -- | -- | -- | -- | -- | -- | -- | -- | -- | -- | -- | -- | -- | -- | -- | -- | -- | -- | -- | -- |
| Luogo     | C | T | C | T | C | T | C | T | T | C  | T  | C  | C  | T  | C  | T  | C  | T  | C  | T  | C  | T  | C  | C  | T  | C  | T  | T  | C  | T  |
| Risultato | V | V | V | V | V | V | V | V | P | V  | N  | V  | V  | N  | V  | N  | N  | N  | V  | N  | N  | V  | V  | N  | P  | V  | P  | N  | V  | V  |
| Posizione | 1 | 1 | 1 | 1 | 1 | 1 | 1 | 1 | 1 | 1  | 1  | 1  | 1  | 1  | 1  | 1  | 1  | 1  | 1  | 1  | 1  | 1  | 1  | 1  | 1  | 1  | 1  | 1  | 1  | 1  |

Fonte:  Serie A 1985/1986, su calcio.com.
Legenda:

Luogo: C = Casa; T = Trasferta. Risultato: V = Vittoria; N = Pareggio; P = Sconfitta.

### Statistiche dei giocatori
| Giocatore      | Serie A  | Serie A | Serie A     | Serie A    | Coppa Italia | Coppa Italia | Coppa Italia | Coppa Italia | Coppa dei Campioni | Coppa dei Campioni | Coppa dei Campioni | Coppa dei Campioni | Coppa Intercontinentale | Coppa Intercontinentale | Coppa Intercontinentale | Coppa Intercontinentale | Totale   | Totale | Totale      | Totale     |
| Giocatore      | Presenze | Reti    | Ammonizioni | Espulsioni | Presenze     | Reti         | Ammonizioni  | Espulsioni   | Presenze           | Reti               | Ammonizioni        | Espulsioni         | Presenze                | Reti                    | Ammonizioni             | Espulsioni              | Presenze | Reti   | Ammonizioni | Espulsioni |
| -------------- | -------- | ------- | ----------- | ---------- | ------------ | ------------ | ------------ | ------------ | ------------------ | ------------------ | ------------------ | ------------------ | ----------------------- | ----------------------- | ----------------------- | ----------------------- | -------- | ------ | ----------- | ---------- |
| I. Bonetti     | 2        | 0       | ?           | ?          | 7            | 0            | ?            | ?            | 1                  | 0                  | ?                  | ?                  | -                       | -                       | -                       | -                       | 10       | 0      | 0+          | 0+         |
| M. Bonini      | 26       | 1       | ?           | ?          | 7            | 1            | ?            | ?            | 6                  | 0                  | ?                  | ?                  | 1                       | 0                       | ?                       | ?                       | 40       | 2      | ?           | ?          |
| M. Briaschi    | 10       | 2       | ?           | ?          | 2            | 0            | ?            | ?            | 1                  | 0                  | ?                  | ?                  | 1                       | 0                       | ?                       | ?                       | 14       | 2      | ?           | ?          |
| S. Brio        | 29       | 3       | ?           | ?          | 6            | 0            | ?            | ?            | 6                  | 0                  | ?                  | ?                  | 1                       | 0                       | ?                       | ?                       | 42       | 3      | ?           | ?          |
| A. Cabrini     | 30       | 2       | ?           | ?          | 6            | 0            | ?            | ?            | 6                  | 1                  | ?                  | ?                  | 1                       | 0                       | ?                       | ?                       | 43       | 3      | ?           | ?          |
| N. Caricola    | 5        | 0       | ?           | ?          | 2            | 0            | ?            | ?            | 2                  | 0                  | ?                  | ?                  | -                       | -                       | -                       | -                       | 9        | 0      | 0+          | 0+         |
| L. Favero      | 30       | 1       | ?           | ?          | 7            | 0            | ?            | ?            | 6                  | 0                  | ?                  | ?                  | 1                       | 0                       | ?                       | ?                       | 44       | 1      | ?           | ?          |
| M. Laudrup     | 29       | 7       | ?           | ?          | 6            | 2            | ?            | ?            | 5                  | 1                  | ?                  | ?                  | 1                       | 1                       | ?                       | ?                       | 41       | 11     | ?           | ?          |
| L. Manfredonia | 23       | 0       | ?           | ?          | 6            | 1            | ?            | ?            | 6                  | 0                  | ?                  | ?                  | 1                       | 0                       | ?                       | ?                       | 36       | 1      | ?           | ?          |
| M. Mauro       | 28       | 2       | ?           | ?          | 6            | 1            | ?            | ?            | 6                  | 0                  | ?                  | ?                  | 1                       | 0                       | ?                       | ?                       | 41       | 3      | ?           | ?          |
| M. Pacione     | 12       | 0       | ?           | ?          | 7            | 0            | ?            | ?            | 4                  | 0                  | ?                  | ?                  | -                       | -                       | -                       | -                       | 23       | 0      | 0+          | 0+         |
| G. Pin         | 21       | 1       | ?           | ?          | 7            | 1            | ?            | ?            | 4                  | 1                  | ?                  | ?                  | -                       | -                       | -                       | -                       | 32       | 3      | 0+          | 0+         |
| S. Pioli       | 14       | 0       | ?           | ?          | 3            | 0            | ?            | ?            | 4                  | 0                  | ?                  | ?                  | 1                       | 0                       | ?                       | ?                       | 22       | 0      | ?           | ?          |
| M. Platini     | 30       | 12      | ?           | ?          | 4            | 1            | ?            | ?            | 6                  | 3                  | ?                  | ?                  | 1                       | 1                       | ?                       | ?                       | 41       | 17     | ?           | ?          |
| G. Scirea      | 25       | 0       | ?           | ?          | 5            | 0            | ?            | ?            | 5                  | 0                  | ?                  | ?                  | 1                       | 0                       | ?                       | ?                       | 36       | 0      | ?           | ?          |
| A. Serena      | 25       | 11      | ?           | ?          | 5            | 4            | ?            | ?            | 4                  | 5                  | ?                  | ?                  | 1                       | 0                       | ?                       | ?                       | 35       | 20     | ?           | ?          |
| S. Tacconi     | 30       | -17     | ?           | ?          | 7            | -7           | ?            | ?            | 6                  | -3                 | ?                  | ?                  | 1                       | -2                      | ?                       | ?                       | 44       | -29    | ?           | ?          |